# Stemonosudis molesta
Stemonosudis molesta är en fiskart som först beskrevs av Marshall, 1955.  Stemonosudis molesta ingår i släktet Stemonosudis och familjen laxtobisfiskar. Inga underarter finns listade i Catalogue of Life.